# Daiki Ito
Daiki Ito, japonski smučarski skakalec, * 27. december 1985, Šimokawa, Hokkaido, Japonska. 
Ito je bil član japonske skakalne reprezentance od leta 2002 do 2022.

## Tekmovalna kariera

### Začetki, 2002-04
V začetku leta 2002 je nastopil v starosti komaj 16 let na treh domačih prireditvah za kontinentalni pokal. 11. januarja je na prvi od njih bil najboljši, ko je zasedel tretje mesto na tekmi s pretežno japonsko udeležbo.
Sledil je nastop na Svetovnem mladinskem prvenstvu, ki je bilo za leto 2002 organizirano v nemškem Schonachu. Tam je 26. januarja na tekmi posameznikov zasedel drugo mesto in osvojil srebrno medaljo.
Zatem je prišel do prvega nastopa na najvišjem nivoju, svetovnem pokalu. To je bilo 13. marca 2002 v švedskem Falunu, kjer je zasedel 48. mesto. Nekaj dni kasneje, 17. marca v Oslu je bil že boljši in se s 33. mestom približal mestom, ki prinašajo točke. 
V zimi 2002-03 se ni udeležil tekem za svetovni pokal, do nove priložnosti je prišel naslednjo sezono, to je bilo v drugem delu sezone 2003-04. V prvem delu zime je nastopal na tekmah za celinski pokal in na eni od njih tudi zmagal. To je bilo 4. januarja 2004 v slovenski Planici, ko je slavil skupaj z Juretom Bogatajem. Na podlagi dobrih rezultatov na teh tekmah je zatem prišel do uvrstitve v prvo japonsko ekipo in nastopanja v svetovnem pokalu. Že na prvi tekmi se je izkazal, ko je 23. januarja v Hakubi zasedel deveto mesto in si s tem priboril ne samo prvo uvrstitev med točke ampak tudi med najboljšo deseterico. Tudi na večini ostalih tekem se je uvrščal med dobitnike točk in vsega skupaj zbral 91 točk kar je bilo dovolj za skupno 31. mesto, ki ga je zasedel kot tretji najboljši Japonec.

### 2004-17
Svojo prvo uvrstitev na zmagovalni oder je dosegel v sezoni 2004-05, ko je 6. januarja v Bischofshofnu zasedel tretje mesto.
Njegova najboljša sezona je bila v zimi 2011-12. Sezono je začel 27. novembra na moštveni preizkušnji v finskem Kuusamu, ki je japonski postavi prinesla drugo mesto. Nato je 9. decembra v Harrachovu zasedel drugo mesto in s tem prišel do svoje pete uvrstitve na zmagovalni oder. Dober je bil tudi na Novoletni turneji kjer je bil tretji v Ga-Paju in zasedel šesto mesto v skupni razvrstitvi turneje. Zatem je 28. januarja prišel do svoje prve zmage, ki jo je dosegel v domačem Saporu. Naslednji dan je bil ponovno najboljši in se tako veselil dveh zaporednih zmag. Nato je v mesecu marcu dosegel še dve zmagi. Prvo dne 4. marca v Lahtiju in drugo štiri dni kasneje v Trondheimu. Vsega skupaj je v tej za Ita izjemni sezoni dosegel enajst uvrstitev na oder za zmagovalce, od tega so štiri zmage, štiri druga in tri tretja mesta. Na koncu je v skupnem seštevku s 1131 osvojenimi točkami pristal ravno na nehvaležnem četrtem mestu, kar pa je njegov najboljši dosežek.

## Dosežki v svetovnem pokalu

### Uvrstitve po sezonah
| Sezona  | Skupno | Poleti | Novoletna | RA  | Nordijska |
| ------- | ------ | ------ | --------- | --- | --------- |
| 2001-02 | –      | N/A    | –         | N/A | 50.       |
| 2003-04 | 37.    | N/A    | –         | N/A | 32.       |
| 2004-05 | 13.    | N/A    | 7.        | N/A | 20.       |
| 2005-06 | 19.    | N/A    | 23.       | N/A | 28.       |
| 2006-07 | 60.    | N/A    | 43.       | N/A | –         |
| 2007-08 | 31.    | N/A    | 56.       | N/A | 32.       |
| 2008-09 | 29.    | 35.    | 19.       | N/A | 18.       |
| 2009-10 | 16.    | –      | 13.       | N/A | 19.       |
| 2010-11 | 15.    | 13.    | 32.       | N/A | N/A       |
| 2011-12 | 4.     | 4.     | 6.        | N/A | N/A       |
| 2012-13 | 26.    | 22.    | 50.       | N/A | N/A       |
| 2013-14 | 21.    | –      | 14.       | N/A | N/A       |
| 2014-15 | 16.    | 10.    | 32.       | N/A | N/A       |
| 2015-16 | 16.    | 13.    | 13.       | N/A | N/A       |
| 2016-17 |        |        |           |     | N/A       |

### Uvrstitve na stopničke po sezonah
| Sezona  | 1 | 2 | 3 | Skupaj |
| 2001-02 | - | - | - | -      |
| 2003-04 | - | - | - | -      |
| 2004-05 | - | - | 1 | 1      |
| 2005-06 | - | 1 | - | 1      |
| 2006-07 | - | - | - | -      |
| 2007-08 | - | - | - | -      |
| 2008-09 | - | - | - | -      |
| 2009-10 | - | - | 2 | 2      |
| 2010-11 | - | - | 1 | 1      |
| 2011-12 | 4 | 3 | 2 | 9      |
| 2012-13 | - | 1 | 1 | 2      |
| 2013-14 | - | - | 1 | 1      |
| 2014-15 | - | 1 | - | 1      |
| 2015-16 | - | - | - | -      |
| 2016-17 | - | - | - | -      |
| Skupaj  | 4 | 6 | 8 | 18     |

### Zmage (4)
| Št. | Sezona  | Datum           | Prizorišče | Skakalnica                    | Velikost |
| --- | ------- | --------------- | ---------- | ----------------------------- | -------- |
| 1.  | 2011-12 | 28. januar 2012 | Saporo     | Okurayama HS134 (nočna tekma) | Velika   |
| 2.  | 2011-12 | 29. januar 2012 | Saporo     | Ōkurayama HS134               | Velika   |
| 3.  | 2011-12 | 4. marec 2012   | Lahti      | Salpausselkä HS97             | Srednja  |
| 4.  | 2011-12 | 8. marec 2012   | Trondheim  | Granåsen HS140 (night)        | Velika   |